# A estos hombres tristes
«A estos hombres tristes» es una canción compuesta por el músico argentino Luis Alberto Spinetta, que integra -como track 7- el álbum Almendra I de 1969, de la banda de rock Almendra, álbum que ha sido ubicado en la sexta posición entre los mejores de la historia del rock argentino.
Almendra estaba integrada por Luis Alberto Spinetta (guitarra y primera voz), Edelmiro Molinari (primera guitarra), Emilio del Guercio (bajo y coros) y Rodolfo García (batería).
El tema ha sido incluido entre los diez mejores del cancionero de Spinetta. En 2009, Spinetta eligió cuatro temas del álbum Almendra I para incluirlos en el recital histórico Spinetta y las Bandas Eternas en el que repasó toda su obra; uno de ellos fue "A estos hombres tristes", en tanto los otros tres fueron "Color humano", de Edelmiro Molinari, Muchacha (Ojos de papel) y "Fermín".

## Contexto
El álbum Almendra I fue grabado en 1969 por la banda de rock Almendra en la que apareció la creatividad genial de Luis Alberto Spinetta, que solo contaba en ese momento con 19 años y grababa su primer álbum.
Tuvo un impacto fundacional en la música popular argentina. En 1985 el periodista Carlos Polimeni realizó una compulsa entre periodistas y músicos destacados del rock argentino sobre los álbumes más influyentes del rock argentino. De los 31 músicos que contestaron, 23 de ellos escogieron el primer álbum de Almendra, seguido lejos de Yendo de la cama al living de Charly García con 12 elecciones y en tercer lugar otro álbum de Spinetta, Artaud, con 10.
El álbum abre también con la canción "Muchacha (ojos de papel)", considerada la segunda mejor canción de la historia del rock argentino, tanto en el ranking realizado por la revista Rolling Stone y la cadena MTV, como en la realizada por el sitio Rock.com.ar.
En la segunda mitad de la década de 1960 había estallado mundialmente el rock como contracultura juvenil: Los Beatles, el movimiento hippie, el pelo largo, jean, la minifalda y el unisex, la revolución sexual, la oposición a la guerra de Vietnam... En ese momento el rock era un género musical esencialmente anglosajón, que solo excepcionalmente se cantaba en español y cuando se hacía, sufría la desvalorización mediática y social, además de carecer casi siempre de originalidad musical y profundidad lírica. En Argentina, en la segunda mitad de la década de 1960 y sobre todo a partir del éxito del sencillo "La balsa" de la banda Los Gatos en 1967, comenzó a aparecer una corriente roquera original, conocida como "rock nacional", cantado en español, que adquirió una masividad creciente y una fuerte capacidad de identificación entre los jóvenes.
El álbum Almendra impactó en ese contexto, definiendo la originalidad, la masividad y la calidad del llamado "rock nacional" argentino en gestación.

Se trata del disco que abrió una dimensión nueva en la canción argentina, la de la canción con armonías de marcado cuño beatle fusionados con elementos del tango, el jazz y el folclore, que luego transitarían Charly García, Fito Páez, Andrés Calamaro y tantos otros.
Juan Francisco Gentile.

## Los códigos del hombre de la tapa
Las canciones del álbum están clasificadas de acuerdo a tres códigos figurativos, referidos al hombre de la tapa: el ojo, la lágrima y la flecha de sopapa. A "A estos hombres tristes" le corresponde el ojo, al igual que "Color humano". El sobre interior indica que el ojo corresponde a los "temas que canta el hombre de la tapa desmayado en el vacío".

## La canción
"A estos hombres tristes" es el séptimo track, tercero del lado B, del álbum Almendra I. Es el segundo tema más largo del álbum, con casi seis minutos, durante los cuales presenta una complejidad de variaciones de ritmo y líneas melódicas de estilo inclasificable, con algún aire tanguero, que ejemplifica el "nuevo tipo de canción urbana" que trajo el disco y que desarrollaría Spinetta en el futuro.
El tema comienza con un solo de batería y de bajo que dan paso a una sección instrumental-coral de un minuto hasta el comienzo del canto. La canción entonces se va sucediendo a través de una secuencia compleja de módulos melódicos y rítmicos. Al igual que "Figuración", el tema anticipa las canciones complejas que Spinetta alcanzaría en Pescado Rabioso y sobre todo en Artaud, que lo llevaron a "pulverizar la canción pop" latina.
La letra muestra a un narrador en segunda persona que interpela al hombre triste del título, a "estos" hombres tristes: "salva tu piel", "ponte color", "déjalos correr" (a tus pies), "déjalas crecer" (a tus manos"), "déjalas caer" (a tus palabras), "vive de azul"... Se trata de un manifiesto dirigido a quienes escuchan, una arenga para poner en movimiento a los hombres tristes. "Ríete al fin", manda, ordena Spinetta. La canción termina con una evidencia y una posibilidad abierta:

¡Cuánta ciudad,
cuánta sed
y tú un hombre solo.
A estos hombres tristes

En 1984 Spinetta habló sobre el tema, diciendo que tenía su origen en los domingos de su infancia, en el sentimiento de soledad y tristeza que sentía en aquellos domingos, "ese domingo argentino tremendo":

Ahí también está el código de cuando éramos chicos: el domingo siempre era un día triste, no sé por qué. A la vez era alegre, porque había fútbol, se reunía la familia, había rica comida. La importancia que se le daba al fin de semana en nuestro país por esos años era tremenda. Pero la soledad personal en ese momento era muy nítida, y yo la utilicé para decir, por ejemplo, “vive de azul, porque azul no tienes domingo”. Después de Submarino amarillo, el azul pasó a ser un color interdicto para la felicidad, pero eso no quita que sea un hermoso color, y poder decir que, teniendo un color, se podía quebrar ese domingo argentino tremendo.
Luis Alberto Spinetta

La referencia de Spinetta al color azul, como un color prohibido para la felicidad después de Submarino amarillo, se refiere a la película de dibujos animados de los Beatles que había sido estrenada el año anterior al álbum Almendra I. Allí aparecen los "malditos azules" (The Blue Meanies), que odian la música, el color, y la alegría, haciendo de Pepperland (Pimientalandia) un mundo azul y triste. Spinetta, al igual que los jóvenes argentinos de ese momento que estaban dando origen al "rock nacional", tenía en los Beatles una referencia cultural esencial y el álbum Sgt. Pepper's Lonely Hearts Club Band, cuyas canciones se interpretan en Submarino amarillo, no solo fue la máxima obra del grupo de Liverpool, sino que fue también el modelo conceptual que tomó Almendra para componer su primer álbum.

Todos mis temas de esa época tienen mucha influencia del disco Sgt. Pepper y de otros trabajos de los Beatles.
Luis Alberto Spinetta

Spinetta utiliza la referencia al color azul en muchas de sus letras, tapas y contratapas de la obra de Spinetta («Cometa azul», «Cantata de puentes amarillos», «Bomba azul», «Preciosa dama azul», «Tía Amanda», «Rasgar el alma», «Iris»).

## Versiones
Entre las muchas versiones del tema se destacan las realizadas por Silvina Garré, en Reinas de pueblo grande (1986), Liliana Vitale en Escúchame entre el ruido (2006) y Tomás Gubitsch en Al Flaco dale gracias (2007).